# 2023年バーレーングランプリ
2023年バーレーングランプリ（英:  2023 Bahrain Grand Prix）は、2023年のF1世界選手権の開幕戦として、2023年3月5日にバーレーン・インターナショナル・サーキットのグランプリ・トラックにて開催。
正式名称は「Formula 1 Gulf Air Bahrain Grand Prix 2023」。

## 背景
タイヤ
ピレリが持ち込んだドライ用タイヤのコンパウンドはハード（白）：C1、ミディアム（黄）：C2、ソフト（赤）：C3のハード寄りの組み合わせ。提供されるセット数はハード2、ミディアム3、ソフト8。
| ドライ用   | ドライ用       | ドライ用   | ウェット用           | ウェット用   |
| C1         | C2             | C3         | インターミディエイト | フルウェット |
| ---------- | -------------- | ---------- | -------------------- | ------------ |
| （ハード） | （ミディアム） | （ソフト） | （小雨用）           | （大雨用）   |
DRS：3箇所※（　）内は検知ポイント
- DRS1：ターン3より23m先から（ターン1の50m手前）
- DRS2：ターン10より50m先から（ターン9より10m手前）
- DRS3：ターン15より250m先から（ターン14より110m手前）

## フリー走行
FP1
2023年3月3日 14:30 AST(UTC+3)
トップはセルジオ・ペレス。2番手にフェルナンド・アロンソ、3番手にマックス・フェルスタッペンが続いた。コースアウトによる黄旗は出たもののセッションが中断することはなかった。日中に行われ、予選や決勝が日没後に行われることから半数のチームがソフトタイヤを履くことなくセッションを終えた。
FP2
2023年3月3日 18:00 AST(UTC+3)
トップはアロンソ、2番手にフェルスタッペン、3番手にペレスが続いた。
FP3
2023年3月4日 14:30 AST(UTC+3)
トップはアロンソ、2番手にフェルスタッペン、3番手にペレスが続いた。

## 予選
2023年3月4日 18:00 AST(UTC+3)（文章の出典）
ポールはマックス・フェルスタッペンで通算21回目の獲得。2番手にセルジオ・ペレス、3番手にシャルル・ルクレールが続いた。
Q1の開始早々にルクレールの車両からパーツが脱落、回収のために赤旗が掲示され12分間中断した。Q1ではデビュー戦となったローガン・サージェント、オスカー・ピアストリ、ニック・デ・フリースのいずれもが脱落した。Q2ではアルファロメオ勢とマクラーレン、アルファタウリ、ウィリアムズの1台ずつが脱落。Q3はフェルスタッペンが全セクターでトップタイムを記録、昨年のポールタイムより0.85秒上回った。

### 予選結果
| 順位                | No. | ドライバー                 | コンストラクター                        | Q1       | Q2       | Q3       | Grid |
| ------------------- | --- | -------------------------- | --------------------------------------- | -------- | -------- | -------- | ---- |
| 1                   | 1   | マックス・フェルスタッペン | レッドブル-ホンダ・RBPT                 | 1:31.295 | 1:30.503 | 1:29.708 | 1    |
| 2                   | 11  | セルジオ・ペレス           | レッドブル-ホンダ・RBPT                 | 1:31.479 | 1:30.746 | 1:29.846 | 2    |
| 3                   | 16  | シャルル・ルクレール       | フェラーリ                              | 1:31.094 | 1:30.282 | 1:30.000 | 3    |
| 4                   | 55  | カルロス・サインツ         | フェラーリ                              | 1:30.993 | 1:30.515 | 1:30.154 | 4    |
| 5                   | 14  | フェルナンド・アロンソ     | アストンマーティン・アラムコ-メルセデス | 1:31.158 | 1:30.645 | 1:30.336 | 5    |
| 6                   | 63  | ジョージ・ラッセル         | メルセデス                              | 1:31.057 | 1:30.507 | 1:30.340 | 6    |
| 7                   | 44  | ルイス・ハミルトン         | メルセデス                              | 1:31.543 | 1:30.513 | 1:30.384 | 7    |
| 8                   | 18  | ランス・ストロール         | アストンマーティン・アラムコ-メルセデス | 1:31.184 | 1:31.127 | 1:30.836 | 8    |
| 9                   | 31  | エステバン・オコン         | アルピーヌ-ルノー                       | 1:31.508 | 1:30.914 | 1:30.984 | 9    |
| 10                  | 27  | ニコ・ヒュルケンベルグ     | ハース-フェラーリ                       | 1:31.204 | 1:30.809 | DNF      | 10   |
| 11                  | 4   | ランド・ノリス             | マクラーレン-メルセデス                 | 1:31.652 | 1:31.381 |          | 11   |
| 12                  | 77  | バルテリ・ボッタス         | アルファロメオ-フェラーリ               | 1:31.504 | 1:31.443 |          | 12   |
| 13                  | 24  | 周冠宇                     | アルファロメオ-フェラーリ               | 1:31.615 | 1:31.473 |          | 13   |
| 14                  | 22  | 角田裕毅                   | アルファタウリ-ホンダ・RBPT             | 1:31.400 | 1:32.510 |          | 14   |
| 15                  | 23  | アレクサンダー・アルボン   | ウィリアムズ-メルセデス                 | 1:31.461 | DNF      |          | 15   |
| 16                  | 2   | ローガン・サージェント     | ウィリアムズ-メルセデス                 | 1:31.652 |          |          | 16   |
| 17                  | 20  | ケビン・マグヌッセン       | ハース-フェラーリ                       | 1:31.892 |          |          | 17   |
| 18                  | 81  | オスカー・ピアストリ       | マクラーレン-メルセデス                 | 1:32.101 |          |          | 18   |
| 19                  | 21  | ニック・デ・フリース       | アルファタウリ-ホンダ・RBPT             | 1:32.121 |          |          | 19   |
| 20                  | 10  | ピエール・ガスリー         | アルピーヌ-ルノー                       | 1:32.181 |          |          | 20   |
| 107% time: 1:37.362 |     |                            |                                         |          |          |          |      |
| ソース:             |     |                            |                                         |          |          |          |      |

## 決勝
2023年3月5日 18:00 AST(UTC+3)（文章の出典）
優勝はマックス・フェルスタッペンで通算36勝目。2位はセルジオ・ペレス、3位はフェルナンド・アロンソ。
スタートタイヤにはケビン・マグヌッセンのみC1を選択し、その他は新品や中古のC3を選択した。小さな接触はあったものの大きな混乱はないスタートとなった。その後はフェルスタッペンが2位のシャルル・ルクレールに対し、1周0.4〜0.6秒ずつ広げる展開となった。12周目あたりから上位勢がピットインを開始、14周目にはオスカー・ピアストリがトラブルを抱えた状態でピットイン、ステアリングを交換したが再始動出来ずにデビュー戦はリタイアとなった。フェルナンド・アロンソは、スタート時の軽い接触により順位を下げていたが、38周目にルイス・ハミルトンをかわし、4位のカルロス・サインツとの差を縮めていった。41周目に3位のルクレールがマシンを停めたことによりVSCが導入され、中団勢が3度目のピットインを行った。46周目にアロンソはサインツをかわし3位に浮上した。フェルスタッペンは2位のペレスに対し、11.987秒の差をつけバーレーンで初優勝を飾り、レッドブル勢は1-2フィニッシュを達成。アロンソは2年ぶりの表彰台獲得となった。

### レース結果
| 順位    | No. | ドライバー                 | コンストラクター                        | 周回数 | タイム/リタイア原因 | Grid | Pts. |
| ------- | --- | -------------------------- | --------------------------------------- | ------ | ------------------- | ---- | ---- |
| 1       | 1   | マックス・フェルスタッペン | レッドブル-ホンダ・RBPT                 | 57     | 1:33:56.736         | 1    | 25   |
| 2       | 11  | セルジオ・ペレス           | レッドブル-ホンダ・RBPT                 | 57     | +11.987             | 2    | 18   |
| 3       | 14  | フェルナンド・アロンソ     | アストンマーティン・アラムコ-メルセデス | 57     | +38.637             | 3    | 15   |
| 4       | 55  | カルロス・サインツ         | フェラーリ                              | 57     | +48.052             | 4    | 12   |
| 5       | 44  | ルイス・ハミルトン         | メルセデス                              | 57     | +50.977             | 5    | 10   |
| 6       | 18  | ランス・ストロール         | アストンマーティン・アラムコ-メルセデス | 57     | +54.502             | 6    | 8    |
| 7       | 63  | ジョージ・ラッセル         | メルセデス                              | 57     | +55.873             | 7    | 6    |
| 8       | 77  | バルテリ・ボッタス         | アルファロメオ-フェラーリ               | 57     | +72.647             | 8    | 4    |
| 9       | 10  | ピエール・ガスリー         | アルピーヌ-ルノー                       | 57     | +73.753             | 9    | 2    |
| 10      | 23  | アレクサンダー・アルボン   | ウィリアムズ-メルセデス                 | 57     | +89.774             | 10   | 1    |
| 11      | 22  | 角田裕毅                   | アルファタウリ-ホンダ・RBPT             | 57     | +90.870             | 11   |      |
| 12      | 2   | ローガン・サージェント     | ウィリアムズ-メルセデス                 | 56     | +1 Lap              | 12   |      |
| 13      | 20  | ケビン・マグヌッセン       | ハース-フェラーリ                       | 56     | +1 Lap              | 13   |      |
| 14      | 21  | ニック・デ・フリース       | アルファタウリ-ホンダ・RBPT             | 56     | +1 Lap              | 14   |      |
| 15      | 27  | ニコ・ヒュルケンベルグ     | ハース-フェラーリ                       | 56     | +1 Lap              | 15   |      |
| 16      | 24  | 周冠宇                     | アルファロメオ-フェラーリ               | 56     | +1 Lap              | 16   |      |
| 17      | 4   | ランド・ノリス             | マクラーレン-メルセデス                 | 55     | +2 Laps             | 17   |      |
| Ret     | 31  | エステバン・オコン         | アルピーヌ-ルノー                       | 41     | DNF                 | 18   |      |
| Ret     | 16  | シャルル・ルクレール       | フェラーリ                              | 39     | DNF                 | 19   |      |
| Ret     | 81  | オスカー・ピアストリ       | マクラーレン-メルセデス                 | 13     | DNF                 | 20   |      |
| ソース: |     |                            |                                         |        |                     |      |      |

## 第1戦終了時点のランキング

### ワールド・チャンピオンシップ
|         | 順位 | ドライバー                 | ポイント | 1位との差 |
| ------- | ---- | -------------------------- | -------- | --------- |
|         | 1    | マックス・フェルスタッペン | 25       |           |
|         | 2    | セルジオ・ペレス           | 18       | -7        |
|         | 3    | フェルナンド・アロンソ     | 15       | -10       |
|         | 4    | カルロス・サインツ         | 12       | -13       |
|         | 5    | ルイス・ハミルトン         | 10       | -15       |
| ソース: |      |                            |          |           |

|         | 順位 | コンストラクター                        | ポイント | 1位との差 |
| ------- | ---- | --------------------------------------- | -------- | --------- |
|         | 1    | レッドブル-ホンダ・RBPT                 | 43       |           |
|         | 2    | アストンマーティン・アラムコ-メルセデス | 23       | -20       |
|         | 3    | メルセデス                              | 16       | -27       |
|         | 4    | フェラーリ                              | 12       | -31       |
|         | 5    | アルファロメオ-フェラーリ               | 4        | -39       |
| ソース: |      |                                         |          |           |

- 注：いずれもトップ5まで掲載。

### DHLファステストラップアワード
|         | 順位 | ドライバー | 獲得数 |
| ------- | ---- | ---------- | ------ |
| 1       | 1    | 周冠宇     | 1      |
| ソース: |      |            |        |

- 注：いずれもトップ5まで掲載。
- 注：ファストテストラップアワードは同数の場合、カウントバック方式がとられている。